# Православие в Словакии
Православие в Словакии имеет давнюю историю. Впервые христианство распространилось здесь благодаря святым Кириллу и Мефодию в IX веке. В XX веке была создана Мукачевско-Пряшевская епархия, находившаяся в юрисдикции Сербской церкви до 1940-х годов, когда вместе с Чешской, перешли к Русской православной церкви от которой в 1951 году получили автокефалию.
Сейчас на территории Словакии служат три епископа, находится две епархии, 171 приход.

## История

### Миссия святых Кирилла и Мефодия
Начало христианству на территории Моравии и Словакии восходит к первой половине IX века, когда на эти земли пришли проповедники из Греции, Валахии и Германии. Успеху проповеди препятствовало то, что миссионеры действовали разрозненно и совершали богослужение не на славянском языке, а по-гречески и на латыни. К тому же немецкая миссия угрожала независимости Моравского государства.
В 862 году святой Ростислав, князь Моравский (846—870) после совета со своими вельможами (жупанами) и народом отправил посольство к византийскому императору Михаилу III с просьбой прислать в Моравию такого проповедника, который бы учил народ на родном языке. По совету святителя Фотия, патриарха Константинопольского для этого дела были избраны ученые братья Кирилл (Константин) и Мефодий. В 863 году святые братья прибыли в Моравию. Их миссионерская деятельность простиралась на территорию современных Чехии и Словакии. Ими была создана особая славянская азбука (глаголица), переведены с латинского языка на славянский язык Евангелие, Апостол, Псалтирь и некоторые богослужебные книги Римской церкви. Всё это способствовало массовому крещению славян. Своих учеников, подготовленных к священнической хиротонии, святые братья планировали отправить на посвящение в Константинополь. Однако политическая нестабильность в Византийской империи не позволила им получить оттуда своевременную поддержку.
Активная миссионерская деятельность славянских просветителей вызвала противодействие со стороны немецкого клира, поддерживаемого частью местных феодалов. Святые братья были обвинены в ереси.
В 867 году Константин и Мефодий отправились в Рим. Здесь они были торжественно встречены папой Адрианом II (867—872). Братья привезли с собой мощи святого Климента Римского, которые были положены в Риме в храме, построенном в честь этого святителя. 14 февраля 869 года в Риме умер Константин, который был похоронен в базилике святого Климента. Перед смертью он принял монашеский постриг с именем Кирилл.
Святой Мефодий и славянские ученики святого Кирилла были рукоположены в священные степени папой Адрианом и отправлены в Блатенское княжество (частично занимавшую территорию современной Словакии) по просьбе местного князя Коцела Блатенского. Вскоре по просьбе того же князя святой Мефодий был поставлен во архиепископа Паннонии и Моравии. Паннония была изъята из власти баварских епископов латинского обряда и непосредственно подчинена Риму. Это вызвало недовольство немецкого клира и феодалов, которые, взяв Мефодия под стражу, отправили его в тюрьму в Швабии. Святитель вышел на свободу лишь через два с половиной года. Римские папы, избираемые обычно из местных италийцев, конфликтовали с набиравшими силу императорами из германских династий, и это соперничество, впоследствии привело к жестокой борьбе за инвеституру. 
После этого святой Мефодий вновь был отправлен в Моравию Папой Иоанном VIII. Здесь у власти находился князь Святополк, племянник святого Ростислава, который сверг своего дядю с престола. Святой Ростислав был ослеплен и посажен немецкими князьями в тюрьму, где и умер. Однако вскоре Святополк порвал с немцами и стал поддерживать славянское богослужение. При его покровительстве святой Мефодий продолжил миссионерские труды своего брата. Святой много путешествовал по Великоморавскому государству, крестил народ и ставил священников из славян. Так, например, около 874 года им были крещены князь чехов Борживой, его жена Людмила Чешская и двое их сыновей. Мефодий провел в Чехии около года, освятив здесь первые христианские храмы и поставив для чехов несколько священников. 4 апреля 885 года святой Мефодий скончался. Его славянские ученики были изгнаны из Великой Моравии.
Святые Климент, Наум и Ангеларий пошли на юг к Македонии, Болгарии и Сербии; святой Савва — в пределы современного Закарпатья, а святой Горазд — на Русь. Совершение богослужения на церковнославянском языке продолжилось и в католической Хорватии, где даже в XXI веке встречается раритетная глаголица, наряду с более употребимыми современными латинскими буквами.

### Православие при династии Арпадов
После распада Великой Моравии Словакия вошла в состав Венгерского королевства. Династия Арпадов (Арпадовичей), которая правила в Венгрии в 889—1301 годах находилась в родственных связях с византийскими и русскими аристократическими родами и поэтому терпимо относилась к греческой и славянской богослужебным традициям.
Известно, что ещё в XIV веке греческих православных монастырей в Венгерском королевстве было больше, чем католических, что вызывало беспокойство Римского престола.
В Мукачеве ещё с IX века существовала православная епархия, в которую входило славянское население (русины и словаки Закарпатья (Подкарпатской Руси), Восточной Словакии и Потисья. После 1453 году эта епархия удерживала некоторое время связь с Киевской митрополией, а позднее с Галицкой митрополией, Молдавской и Сербской православными церквями.
В 1308 к власти в Венгрии пришла Анжуйская династия, которая покровительствовала католикам, и это ухудшило положение православных.

### Уния
В первой половине XVII века в Восточной Словакии и Закарпатье делаются попытки введения унии. Сначала они были неудачными. Так в 1614 году униатский епископ Анастасий Крупецкий был изгнан из монастыря Красный Брод на Земплине.
Только 24 апреля 1646 в Ужгороде 63 православных священника заключили унию с Католической церковью. Документ об унии был оформлен лишь в 1652 году со значительными фактическими ошибками. Так датой возникновения унии здесь назван 1649 год. Этой фальсификацией объясняется разнобой в датировке Ужгородской унии, что имеет место в церковно-исторической литературе и поныне. Документ в 1652 году был подписан лишь 6 архидеканами (благочинными).
Простой же народ, несмотря на своё формальное униатство, продолжал держаться «старой веры». В Восточной Словакии (Спиш, Шариш, Земплин и Уг) и Закарпатье сохранились юлианский богослужебный календарь, церковнославянский язык, традиционных для этой местности церковные распевы и иконографию. Славянское богослужение помогло сохранить национальную идентичность и противостоять мадьяризации вплоть до начала XX века.

#### Латинизация униатов
С 1699 года вся Венгрия попала под власть Габсбургов. В XVIII веке в царствование ревностной католички Марии Терезии (1717—1780) начался процесс латинизации униатской церкви в Восточной Словакии и Закарпатье. Делаются попытки введения григорианского календаря, праздники поклонения Святым Дарам, обычая совершать розарий, западного облачения для духовенства. Проводится исправления православных книг по римским образцам, демонтируются иконостас и т. д. Толерантный патент (Акт о веротерпимости) императора Иосифа II, выданный 13 октября 1781 года, гарантировал свободу вероисповедания не только протестантам, но и православным. Однако в Венгерской части империи переход униатов в православие был обставлен практически невыполнимыми юридическими процедурами, что свело на нет действие указанного патента.

#### Пряшевская греко-католическая епархия
В 1816 году создается Пряшевская греко-католическая епархия, целью которой была ликвидация остатков православия в крае и переведение в латинский обряд местных униатов. Но эти цели не были достигнуты. Лучшие представители униатского духовенства выступили защитниками местных церковных традиций.

### Возвращение униатов в православие
В Словакии в XIX веке также были случаи перехода в православие. Массовым этот процесс стал в среде карпатороссов, эмигрировавших в Северную Америку. Заслуга воссоединения с Православной церковью карпаторусских эмигрантов принадлежит протоиерею Алексею Товту (1853—1909). Он был профессором церковного права в греко-католической семинарии в Пряшеве. В 1889 году прибыл в Америки и возглавил униатский приход в Миннеаполисе. В 1891 году вместе с приходом перешёл в православие. В 1916 году была основана Питтсбургская Карпаторусская епархия, первым епископом которой стал преосвященный Стефан (Дзюбай). В 1994 году отец Алексей Товт причислен Православной церковью в Америке к лику святых как «отец американского Православия».
Знакомство с русским православием подталкивало и общины Восточной Словакии вернуться в Православную церковь. Одна из таких попыток была предпринята жителями Бехерова у Бардейова, но австрийская полиция её пресекла.
В начале XX века трудами по возрождению православия в крае прославился архимандрит Алексий (Кабалюк) (1877—1947). В 1905 году он уехал в Россию, затем посетил Афон, где был воссоединён с православием. В 1910 году принял монашеский постриг и иерейскую хиротонию в Яблочинском монастыре, после чего вернулся в Закарпатье. Благодаря его деятельности за короткое время сотни людей вернулись в православие.
В канун Первой мировой войны против православных общин сёл Великие Лучки (Мукачевский район) и Изы (Хустский район) были спровоцированы Мармароша-Сиготские процессы. На скамье подсудимых оказались 64 человека, в основном простые крестьяне. Они были обвинены в государственной измене. Процесс длился с 29 декабря 1913 года в 3 марта 1914 36 человек, в их числе и о. Алексий, были осуждены на тюремное заключение, остальные приговорены к телесным наказаниям. Заключенные вышли на свободу лишь после падения Австро-Венгерской империи в 1918 году.
После окончания Первой мировой войны началось активное движение за возвращение униатов в лоно Православной церкви в Закарпатской Украине и Восточной Словакии. Это было чисто народное движение, почти не нашедшее поддержки со стороны греко-католического духовенства. К 1920 году к православному движению присоединилось здесь уже около 50 000 человек, а к 1928 году число православных достигло 112 000 человек.

### Чешская православная епархия
После создания Чешской православной епархии Сербской православной церкви во главе с епископом Гораздом (Павликом), на территории Словакии тоже стали открываться приходы этой юрисдикции.

### Восстановление Мукачевско-Пряшевской епархии
В 1929 году Сербская православная церковь возродила Мукачевско-Пряшевскую епархию. В тридцатых годах Православная церковь имела здесь уже более 100 приходов, в которых служило около 100 священников. Для управления епархией в 1920-1930-е годы в Восточную Словакию и Закарпатье направлялись архиереи из Сербии. Среди них особо известен своей миссионерской деятельностью епископ Нишский Досифей (Васич) (впоследствии митрополит Загребский). В 1930 году на Подкарпатскую епархию был назначен епископ Иосиф, которому в Чехословакии прибыл известный богослов Иустин (Попович), который трудился здесь в течение двух лет. К 1938 году здесь было построено 127 новых храмов и открыто несколько монастырей и скитов.

### Юрисдикция Константинопольского патриархата в Словакии
В Восточной Словакии и Закарпатье существовали также приходы, подчинявшиеся архиепископу Савватия. В 1923 году им был направлен сюда архимандрит Виталий (Максименко), выпускник Казанской духовной академии, который был до революции среди братии Почаевской лавры и занимался там издательской деятельностью. Во время военных и революционных потрясений о. Виталий сумел сохранить типографию, которую перевез сначала в Сербию, а оттуда в Словакию. Благодаря его миссионерской деятельности в Восточной Словакии было создано 26 православных приходов.
Следует также отметить, что в 1923—1924 годах на Закарпатье в юрисдикции архиепископа Савватия служил известный отечественный иерарх епископ (впоследствии митрополит) Вениамин (Федченков).
1 апреля 1928 собрание представителей этих общин, которые проходили в Медзилаборцах, приняли решение о переходе в юрисдикцию Сербской православной церкви. Главной заслугой о. Виталия является создание монастыря Преподобного Иова Почаевского в Ладомировой и открытия при нём типографии. Монастырский храм был построен в 1926 году. «Типография Преподобного Иова Почаевского» выпустила в свет Служебник, Требник, уникальный Большой Сборник, Молитвослов и другие книги. В 1926 году монастырь начал издавать журнал «Православная Карпатская Русь», переименованный вскоре в «Православную Русь», что есть сейчас печатным органом РПЦЗ. В 1934 году архимандрит Виталий был рукоположен в епископа митрополитом Антония (Храповицким) в Сремских Карловцах и отправлен в Северную Америку как архиепископ. Во время Второй мировой войны созданный им монастырь был разрушен (сохранился только храм, а братия переселилась в обитель Святой Троицы в Джорданвилле, штат Нью-Йорк, США), куда была перевезена и типография.

### Приходы русской эмиграции
В промежутке между двумя мировыми войнами на территории Чехословацкой республики существовали также православные приходы русских эмигрантов, подчинявшиеся митрополиту Евлогию (Георгиевскому). На территории Словакии действовал, в частности, русский храм в Братиславе.

### Вторая мировая война
После захвата германскими войсками чешских земель на территории Словакии был провозглашено самостоятельное государство, находившееся в фактической зависимости от немецких властей. Закарпатье вошло в венгерскую зону оккупации. Мукачевский епископ Владимир (Раич) был взят под стражу венгерскими властями. Православные приходы Закарпатья и Словакии перешли в подчинение архиепископу Серафиму (Ляде).

### Переход в Московский патриархат
В 1945 году остро встал вопрос о будущей юрисдикции православных приходов Чехословакии. Сербская церковь, пережившая немецкую оккупацию, только начинала восстанавливаться. Московская Патриархия же все больше привлекала к себе внимание со стороны местных православных общин. Этому способствовало то, что в октябре 1945 года с ней воссоединился епископ Сергий (Королёв) и подчинённые ему эмигрантские приходы.
Подкарпатская Русь вошла в состав СССР как Закарпатская область Украинской ССР. По соглашению Синодов Сербской и Русской церквей Мукачевская епархия перешла в юрисдикцию Московской Патриархии.
8 ноября 1945 епархиальный съезд Чешской православной епархии, состоявшегося в Оломоуце, принял решение начать переговоры о выходе из юрисдикции Сербской патриархии и переход в подчинение Русской церкви.
После «бархатной революции» 1989 года в Восточной Словакии начался массовый переход верующих из православной в униатскую Церковь. 29 мая 1990 года Президиум Национального совета Словакии издал закон «Об урегулировании имущественных взаимоотношений между Греко-Католической и Православной Церквами» (закон № 211/1990), в соответствии с которым греко-католической Церкви возвращалось всё недвижимое имущество, принадлежавшее ей до 28 апреля 1950 года.

## Современное состояние
На территории Словакии действуют две епархии Православной церкви Чешских земель и Словакии:
- Пряшевская епархия
- Михаловская и Кошицкая епархия

Пряшевский епархию возглавляет Ростислав (Гонт), Михаловскую — Георгий (Странский).
Кафедральным собором Пряшевской епархии и главным православным храмом Словакии является Собор святого Александра Невского в Пряшеве. Кафедральный собор Михайловской епархии — Собор святых Кирилла и Мефодия в Михаловцах.
В Словакии проживает 50 000 православных и находится 125 храмов и 105 православных приходов.